# Mikoian-Gurévitx MiG-17
El  Mikoian-Gurévitx MiG-17  (en rus: МиГ-17, designació USAF/DoD:  Tipus 38 , denominació OTAN: Fresco) és un caça dissenyat per als rols de superioritat aèria i caça bombarder a la Unió Soviètica.

## Disseny i desenvolupament

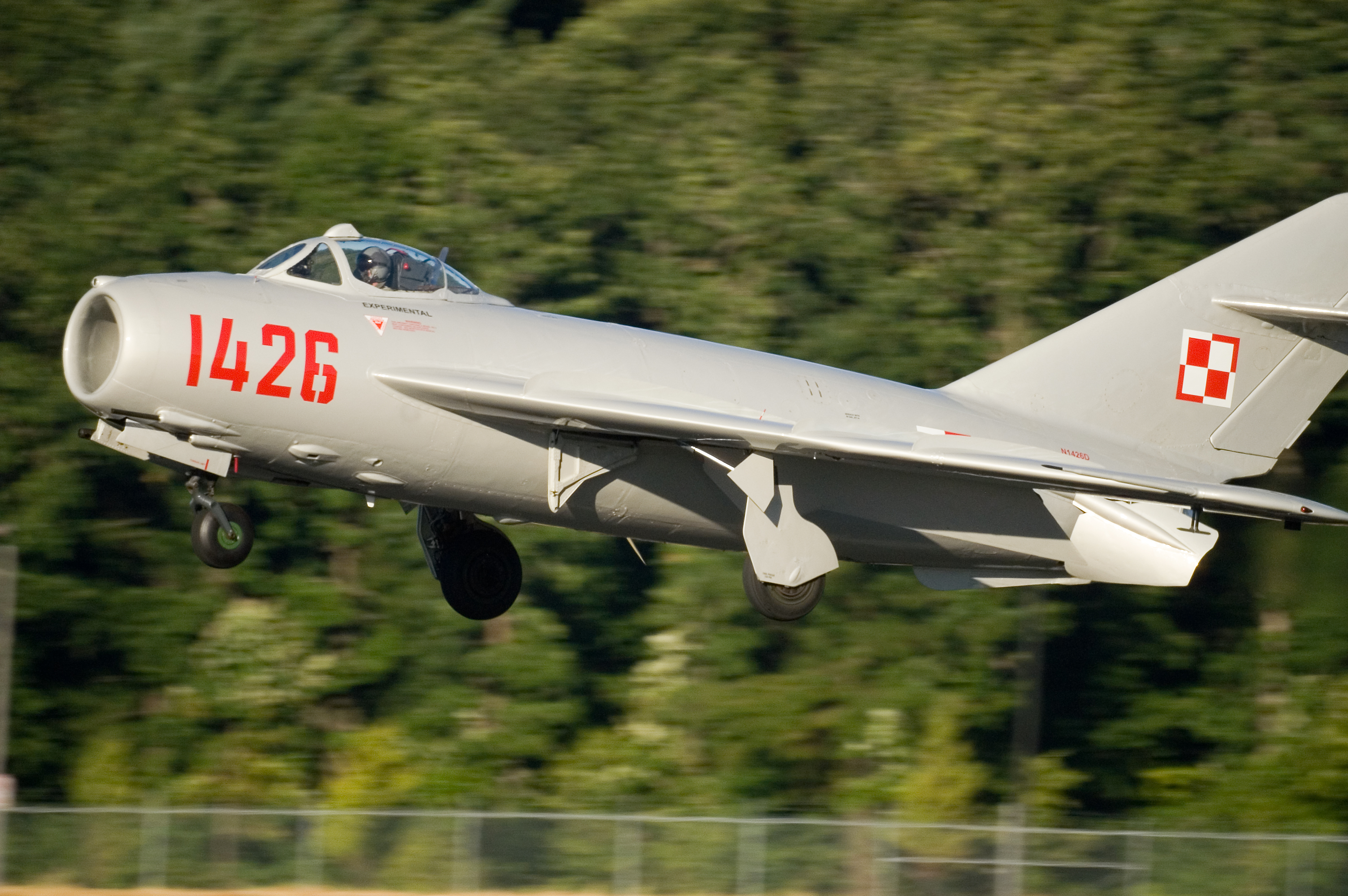
MiG-17 polonès durant un aterratge.

Les experiències de combat durant la Guerra de Corea van posar de manifest el principal problema de l'MiG-15, que era la seva tendència a entrar en una incontrolable barrina quan s'iniciava una volta mitjançant un viratge tancat. Per eliminar aquest inconvenient, es va redissenyar, fet que va desembocar en el prototip  I-330 , conegut també com a  MiG-15bis/45°  per muntar unes ales en fletxa precisament amb un angle de 45°. A més, el fuselatge havia estat allargat per reduir resistència, la unitat de cua va ser revisada, i es va aprofitar per modificar els sistemes i la disposició interior.
Després de concloure les proves oficials, l'avió va ser considerat apte per a la producció a mitjans de l'any 1951 sota la designació  Mikoian-Gurévitx MiG-17 ; els primers lliuraments a la Força Aèria Soviètica van tenir lloc a finals de 1952.
Amb el nom en codi  "Fresc-A"  assignat per l'OTAN, el MiG-17 va ser produït en diverses variants, entre les quals hi havia l'original de sèrie MiG-17, que conservava el motor VK-1 del MiG-15, i la de caça diürna  MiG-17F "Fresc-C"  que, va ser la principal versió de producció, i muntava el turboreactor amb postcombustió VK-1F. L ' MiG-17PF "Fresc-D"  combinava el motor amb post-cremador amb una limitada capacitat d'operació tot temps aconseguida gràcies a la instal·lació d'un radar d'escombrat fix. A continuació va aparèixer el  MiG-17PFU "Fresc-E" , en què l'armament convencional va ser reemplaçat per quatre míssils aire-aire ARS-212 (conegut a Occident com "Alkali"), el que va convertir a aquesta variant del MiG -17 en el primer interceptor armat amb míssils que va entrar en servei amb la Força Aèria Soviètica.
Si bé va ser catalogat com obsolet a la Unió Soviètica a mitjans de la dècada del 1970, el MiG-17 va ser àmplia i eficaç utilitzat en combat durant la guerra del Vietnam, tripulat per pilots nord-vietnamites.
La producció a l'URSS va totalitzar aproximadament 6.000 avions quan es van tancar les cadenes de muntatge a fins de la dècada del 1950; entre aquests aparells es van explicar els servits a Txecoslovàquia, que els va utilitzar amb la denominació  S-104 . La concessió de la llicència de producció a Polònia va derivar en el model polonès  LIM-5P , equivalent al MiG-17F, en el tipus tàctic d'enlairament curt  LIM-5M  (desenvolupat pels mateixos polonesos) i en l'àmpliament modificat  LIM-6 , previst per a operacions de suport proper.
El MiG-17 va ser també construït a la Xina, on els MiG-17F MiG-17PF van ser anomenats  J-5  i  J-5Jia  (o  J-5A ), respectivament. Xinesa va desenvolupar també una versió biplaça que semblava combinar les cabines en tàndem del MiG-15UTI amb la cèl·lula del MiG-17 i que, sota la designació  JJ-5 , ha estat utilitzat com a entrenador avançat pels exèrcits xinesos. És possible que la producció soviètica i l'estrangera totalitzen conjuntament entre 9.000 i 10.000 avions.
El model va deixar de fabricar-se el 1958. En total són fabricats per l'URSS 7.999 MiG-17 de diverses modificacions en cinc fàbriques. La llicència és lliurada a Txecoslovàquia, que produeix 457, Polònia va produir 606 Lim-5/6 i Xina 1828 Jian J-4/5, de manera que el total de MiG-17 produïts arriba a la xifra de 10.890 avions.

## Variants

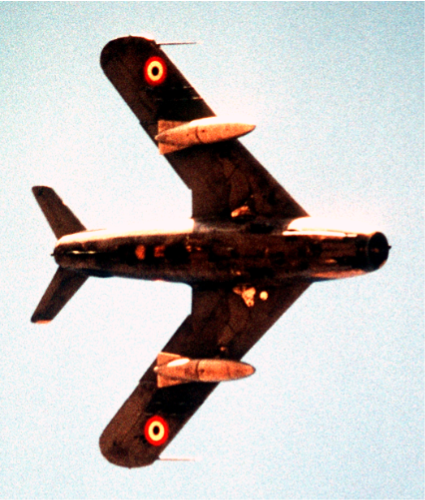
MiG-17.

Amb la seva producció en massa, es van desenvolupar diferents versions millorades:
- MiG-17  Fresc-A   - Caça bàsic amb motor VK-1,
- MiG-17A  - Nou motor VK-1A
- MiG-17AS  - caça amb míssils aire-aire
- MiG-17P  Fresc-B   - Caça tot temps amb radar Izumrud
- MiG-17F  Fresc-C   - Motor VK-1F amb postcremador
- MiG-17PF  Fresc-D   - Caça tot temps amb radar Izumrud radar i motor VK-1F
- MiG-17:00  Fresc-E   (PFU) - Caça amb radar i míssils aire-aire K-5
- MiG-17R  - Avió d'exploració

## Operadors

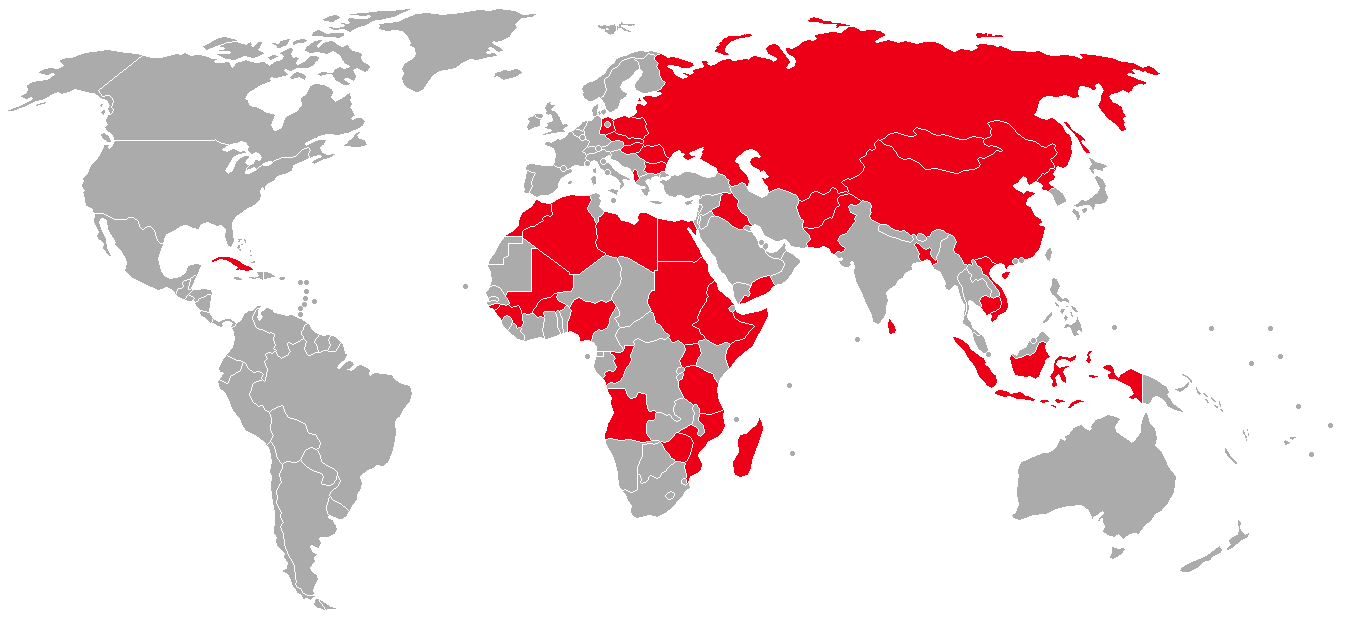
Operadors de MiG-17.

El MiG-17 va servir en la Força Aèria de 41 països al llarg de tot el planeta:
- Afganistan
- Albània
- Algèria
- Angola
- Bangladesh
- Bulgària
- Burkina Faso
- Cambodja
- R.P. de la Xina
- Rep. del Congo
- Cuba
- Plantilla:CZS
- Alemanya de l'Est
- Egipte
- Etiòpia
- Guinea
- Guinea Bissau
- Indonèsia
- Iraq
- Hongria
- Líbia
- Madagascar
- Plantilla:Mli
- Mongòlia
- Moçambic
- Nigèria
- Corea del Nord: on és anomenat J-5, i encara es troba en servei.
- Pakistan
- Polònia
- Romania: 12 MiG-17PF i 50 MiG-17F entrant en servei el 1955 i 1956 respectivament.
- Somàlia
- Sri Lanka: Tots en servei.
- Sudan
- Síria
- Tanzània
- Uganda
- Vietnam
- Plantilla:Yem
- Zimbàbue

## Ocupació operacional
El MiG-17 va ser un dels principals caces de l'Pacte de Varsòvia durant la dècada del 1950 i 1960. També va ser molt emprat en el Tercer Món. Va participar en els conflictes de l'Afganistan, Xina - Taiwan i Tibet, Biafra, Iemen, Sudan, Moçambic, Sri Lanka, Tanzània - Uganda i altres.
Durant la guerra del Vietnam es va enfrontar amb èxit als més moderns caces nord-americans McDonnell Douglas F-4 Phantom II. Es creia que el dogfight era obsolet en l'edat de míssils i els experts se sorprengueren quan els avançats F-105 Thunderchief foren abatuts pels més antics però maniobrables Mig-17 perquè els pilots necessitaven maniobrabilitat.
Va ser emprat pels àrabs en diversos conflictes amb Israel, especialment en les guerres de 1956, 1967 i 1973.
El 1975 Cuba envia un esquadró de MiG-17F a combatre a Angola. Aquests avions van ser els primers caces d'Angola, fins a ser substituïts pels MiG-21. Aquests caces contribueixen a la victòria de 1976. El 1977 també són enviats caces MiG-17 cubans a Etiòpia, a combatre contra la invasió de Somàlia, que és derrotada el 1978.

### Iemen (1973)
A Iemen del Sud mitja desena de pilots cubans combaten des de 1973 en els MiG-17 d'aquest país en xocs fronterers amb Iemen del Nord i Aràbia Saudita.

### Angola (1975-1980)
En acordar el desembre de 1975 l'enviament d'unitats d'aviació regular cubanes a Angola, es va enviar un esquadró amb 9 MiG-17F i 1 MiG-15UTI, que es van convertir en avions de combat de la Força Aèria d'Angola, composta únicament per cubans. Els MiG-17F van començar a actuar contra el moviment separatista FLEC des Cabinda en direcció nord. En els anys següents van participar en cops contra la UNITA, fins a ser substituïts pels més nous Mikoian-Gurévitx MiG-21, i llavors els MiG-17 van ser lliurats als angolesos.

### Etiòpia (1977-1989)
El desembre de 1977 comencen a arribar unitats cubanes, entre ells un esquadró de MiG-17F i un MiG-21, que participen en missions de suport aeri en la contraofensiva començada el 22 de gener de 1978 que acaba amb la derrota de Somàlia. L'aviació cubana realitza un total de 1.013 missions de combat, la meitat d'elles amb MiG-17F, que destrueixen carros de combat, canons i altres objectius enemics. El pilot de MiG-17F Tinent Eladio Camps mor en ser enderrocat pel foc antiaeri somali. Els MiG-17/21 cubans combaten braç a braç amb els F-5A/B/E etíops contra un altre país armat amb MiG-17/21. Els MiGs cubans es queden a Etiòpia un temps, però no combaten més en aquest país, malgrat el conflicte amb Eritrea. Al setembre de 1989 els últims cubans abandonen Etiòpia, portant l'equip.

### Desercions i MiG-17 capturats
A la guerra del Vietnam els caces nord-americans estaven tenint problemes amb els "inferiors" caces soviètics. A Washington es van inclinar per una solució complicada: poder observar una mica més de prop els avions soviètics per així poder obtenir informació sobre el seu rendiment.
Israel va obtenir diversos aparells MiG-17 de diverses maneres. El primer mitjà, la deserció el 1965 d'un pilot sirià i, el mateix any, sis MiG-17 van aterrar a la base israeliana de Hatzor culpa d'un error de navegació, quedant-se Israel amb tres d'ells. El 12 d'agost de 1968 també dos MiG-17 sirians van aterrar per error a la base israeliana de Betzet on van ser retinguts. A aquests es van unir 6 MiG-17 algerians capturats durant la Guerra dels Sis Dies. Així mateix altre MiG-17 egipci va ser capturat a la base de Bir Gif Ullera, encara que aquest últim es trobava malmès.
Als Estats Units es van rebre almenys dos exemplars dels MiG-17, i que van ser estudiats sota el programa Have Ferry Groom Lake. El primer exemplar va realitzar 131 hores de vol en 172 missions, durant 55 dies de vol. El segon exemplar-que no tenia radar-va ser preservat com a unitat de reserva, però tot i aquest estatus, va arribar a volar 37 horas sota insígnies nord-americans.
La Força Aèria dels Estats Units d'Amèrica també va inspeccionar els MiG-17 cambodjans durant la guerra del Vietnam, un equip d'experts es va desplaçar des de Wright Patterson per conèixer l'avió i les seves capacitats. Un dels MiG va ser portat a la base de Phu Cat, al Vietnam, per ser provat en combat simulat contra caces F-4D de la Força Aèria Nord-americana.
El 25 de maig de 1967 un Mig-17I es va internar 180 quilòmetres a la República Federal Alemanya. L'avió va caure prop de Dillingen/Donau. L'endemà el pilot va ser posat a disposició de militars nord-americans. L'avió va ser retornat a la República Democràtica Alemanya a través del lloc fronterer de Herleshausen, tres dies més tard.
El 5 d'octubre de 1969 el Tinent cubà Eduardo Guerra Jiménez va aterrar a Florida en el MiG-17AS N° 232 de l'Força Aèria de Cuba. Guerra Jiménez era un dels caps d'Esquadrons del Regiment de MiG-17AS de Santa Clara, i estava provant aquest MiG-17 després de ser reparat, per deixar-després als pilots de menor rang. En aquest moment a la base hi havia el Boeing 707 del President dels Estats Units Lyndon B. Johnson. El MiG-17 va ser retornat a Cuba, i segons algunes fonts, l'avió de transport que va arribar a recollir amb l'equip d'especialistes de la DAAFAR, sobrevolar "accidentalment" diversos punts sensibles com la Planta Nuclear de Turkey Point. El Capità Rafael del Pino va ser l'encarregat de la missió de recollir-lo, i el pilot Raúl Pérez James de volar de retorn a Cuba.

## Especificacions (MiG-17F)
Dades de Combat Aircraft since 1945,MiG: Fifty Years of Secret Aircraft Design
Característiques generals
- Tripulació: Un pilot
- Longitud: 11,26 m
- Envergadura: 9,63 m
- Alçada: 3,80 m
- Superfície de l'ala 22,6 m²
- Pes buit: 3.919 kg[6]
- Pes carregat: 5.350 kg
- Pes màxim d'enlairament: 6.069 kg
- Motor: 1× turboreactor amb postcremador Klimov VK-1 F 
  - Impuls normal: 22,5 kN
  - Impuls amb postcremador: 33,8 kN

 Rendiment 
- Velocitat màxima: 1.145 km/h (618 nusos) a 3.000 m (9.840 peus)
- Abast: 2.060 km  amb tancs de combustible extern
- Sostre de servei: 16.600 m
- Ràtio d'ascens: 65 m/s
- Càrrega alar: 237 kg/m²
- Impuls/pes: 0,63

Armament

MiG-17

- 1 canó automàtic de calibre 37 mm Nudelman N-37 amb 40 trets.
- 2 canons automàtics de 23 mm Nudelman-Rikhter NR-23 amb 80 trets cadascun.
- Fins a 500 kg d'armament extern en 2 suport alars. Habitualment bombes convencionals de 100 i 250 kg, coets i tancs de combustible extern.
  - Algunes versions estaven equipades amb 3 canons NR-23 i dos míssils Vímpel R-3[7][8]

Plànols del MiG-17: